# Zamek w Tulczynie
Zamek w Tulczynie – zbudowany około 1624 r. przez Adama Kalinowskiego, starostę kamienieckiego i rotmistrza królewskiego.

## Historia
Właścicielem tych ziem był Walenty Aleksander Kalinowski, starosta bracławski (zginął w 16 października 1620), który otrzymał je od króla Polski Zygmunta III Wazy w 1609 r.. Zebrana w 1623 r. rodzina Kalinowskich dokonała podziału majątku po Stanisławie Strus i w ten sposób właścicielem miejscowości Tulczyn został Adam Kalinowski żonaty z Katarzyną Strusiówną. Podczas powstania Chmielnickiego w 1648 r. zamek został zdobyty przez Kozaków pod wodzą Maksyma Krzywonosa, na czele 10 000 wojska. Był on w rękach Chmielnickiego w latach 1651–1654, kiedy to odbiły go wojska polskie.

## Architektura
Zamek założony została na planie prostokąta o bokach 75 na 90 m. Broniła go drewniana palisada oraz wał ziemny. Pod zamkiem znajdowały się podziemne korytarze, niektóre murowane i tynkowane; studnie oraz pomieszczenia. Przejść tych było 13 i rozchodziły się one w różne strony. Obecnie w miejscu, gdzie stał zamek, znajduje się szkoła.